# Silverbromid
Silverbromid är ett salt av silver och brom med den kemiska formeln AgBr. I likhet med andra silverhalider är den ljuskänslig vilket gör att den sedan 1883 använts inom fotokemi. Vid belysning mörkfärgas materialet på grund av sönderfall till elementärt silver och brom.

## Framställning
Silverbrombid brukar framställas genom att behandla en lösning av silvernitrat med en alkalibromid, till exempel kaliumbromid varvid silverbromid faller ut i fast form.
{\displaystyle {\rm {AgNO_{3}(aq)+KBr(aq)\rightarrow AgBr(s)+KNO_{3}(aq)}}}

## Användning
I modern fototeknik används en emulsion av silverhalogenider i gelatin för att täcka ytan på fotopapper. Kristallerna är oftast < 1 μm och kallas korn.